# ليه غرينبيرغ
ليه غرينبيرغ هو أستاذ جامعي وعالم نفس كندي، ولد في 1945 في جوهانسبرغ في جنوب أفريقيا.